# 圣若泽-杜奥尔滕休
圣若泽-杜奥尔滕休是巴西南大河州的一个市镇。总面积63.693平方公里，总人口4804人，人口密度75.4人/平方公里。